# Ritterella chetvergovi
Ritterella chetvergovi är en sjöpungsart som beskrevs av Sanamyan, K.E. och N.P. Sanamyan 2002 . Ritterella chetvergovi ingår i släktet Ritterella och familjen Ritterellidae.
Artens utbredningsområde är Södra Ishavet. Inga underarter finns listade i Catalogue of Life.